# Tępoodwłokowce
Tępoodwłokowce (Amblypygi) – rząd pajęczaków występujących w klimacie równikowym (tropikalnym). Są nocnymi drapieżnikami o długości ciała do 5 cm.

## Systematyka
Wyróżnia się ponad 130 gatunków zaliczanych do 2 podrzędów tworzących 6 rodzin (w tym 1 wymarła) i 21 rodzajów:
- Euamblypygi(inne języki)
  - Charinidae(inne języki)
  - Charontidae(inne języki)
  - Phrynichidae(inne języki)
  - Phrynidae(inne języki)
- Paleoamblypygi(inne języki)
  - Paracharontidae(inne języki)
  - †Weygoldtinidae(inne języki)